# Zielonki (Wiślica)
Zielonki – część miasta Wiślica w Polsce położona w województwie świętokrzyskim w powiecie buskim w gminie Wiślica.
W latach 1975–1998 miejscowość administracyjnie należała do województwa kieleckiego.